# Kervalet
Kervalet (du breton Kergouellec, village de Gouallec, ou du « Valereux ») est un village situé sur la commune de Batz-sur-Mer, dans le département français de la  Loire-Atlantique.

## Toponymie
Le nom de la localité est attesté sous la forme Kervallec en 1494.

## Présentation

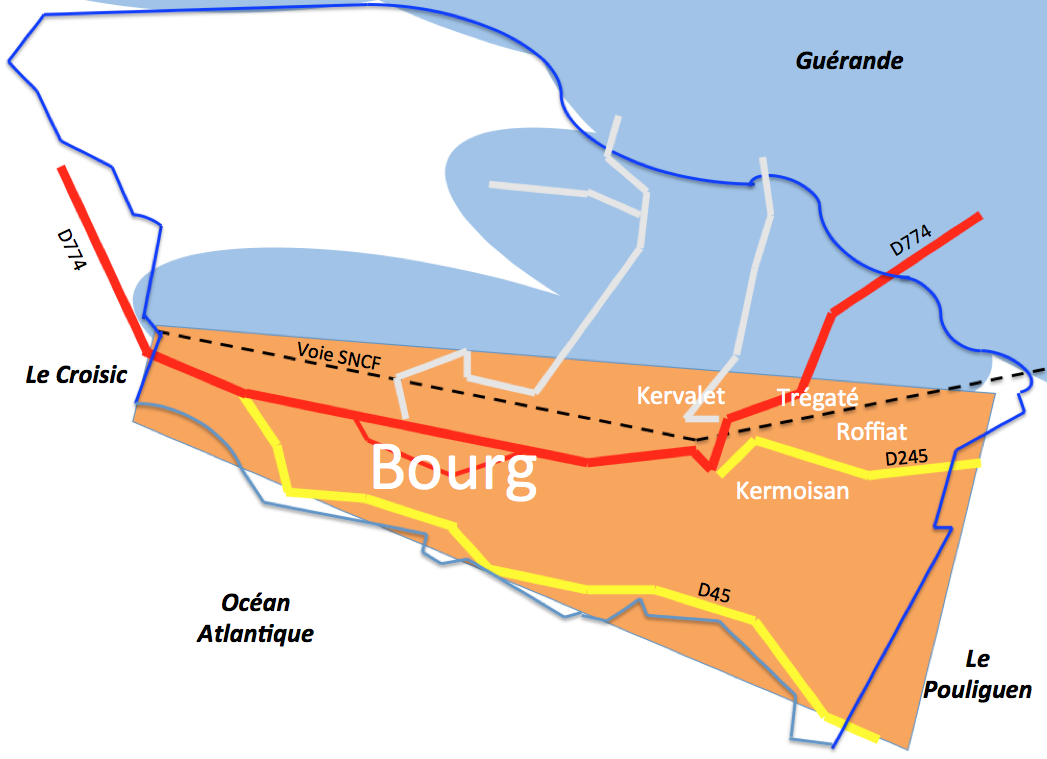
Morphologie urbaine de Batz-sur-Mer
En bleu clair : les marais salants.
En orange : l’emprise urbaine.
Trait bleu foncé : limites territoriales.

Kervalet est l’un des quatre villages principaux de Batz-sur-Mer, outre Kermoisan, Roffiat et Trégaté. Le hameau s'ordonne autour de trois rues et était par le passé essentiellement peuplé de paludiers.

### Historique
Le village de Kervalet naît et se développe entre les Xe et XIIIe siècles, lors de l'expansion des marais salants. Aux XVIIIe et XIXe siècles, porté par le dynamisme économique liée à la saliculture, Kervalet est plus important que le Bourg-de-Batz. À compter du milieu du XIXe siècle, le rapport s'inverse, et l'essor du tourisme, qui voit la création de la plage Valentin en 1845 et la construction de villas telles que le prieuré Saint-Georges en 1905, profite à la frange littorale du Bourg-de-Batz, qui est rebaptisé Batz-sur-Mer en 1931 pour accompagner ce mouvement.
A Kervalet, l'habitat, groupé et dense, donne une impression urbaine, tout en restant conviviale. Les habitants avaient jadis l'habitude de souper le soir sur les petits bancs de granit installés au pied des maisons. La lucarne est une autre particularité de l'habitat paludier. Les plus anciennes ont un fronton triangulaire, les plus récentes un fronton curviligne, semi-circulaire. Par ces lucarnes, les paludiers hissaient les fourrages et leurs provisions de grains pour l'hiver.

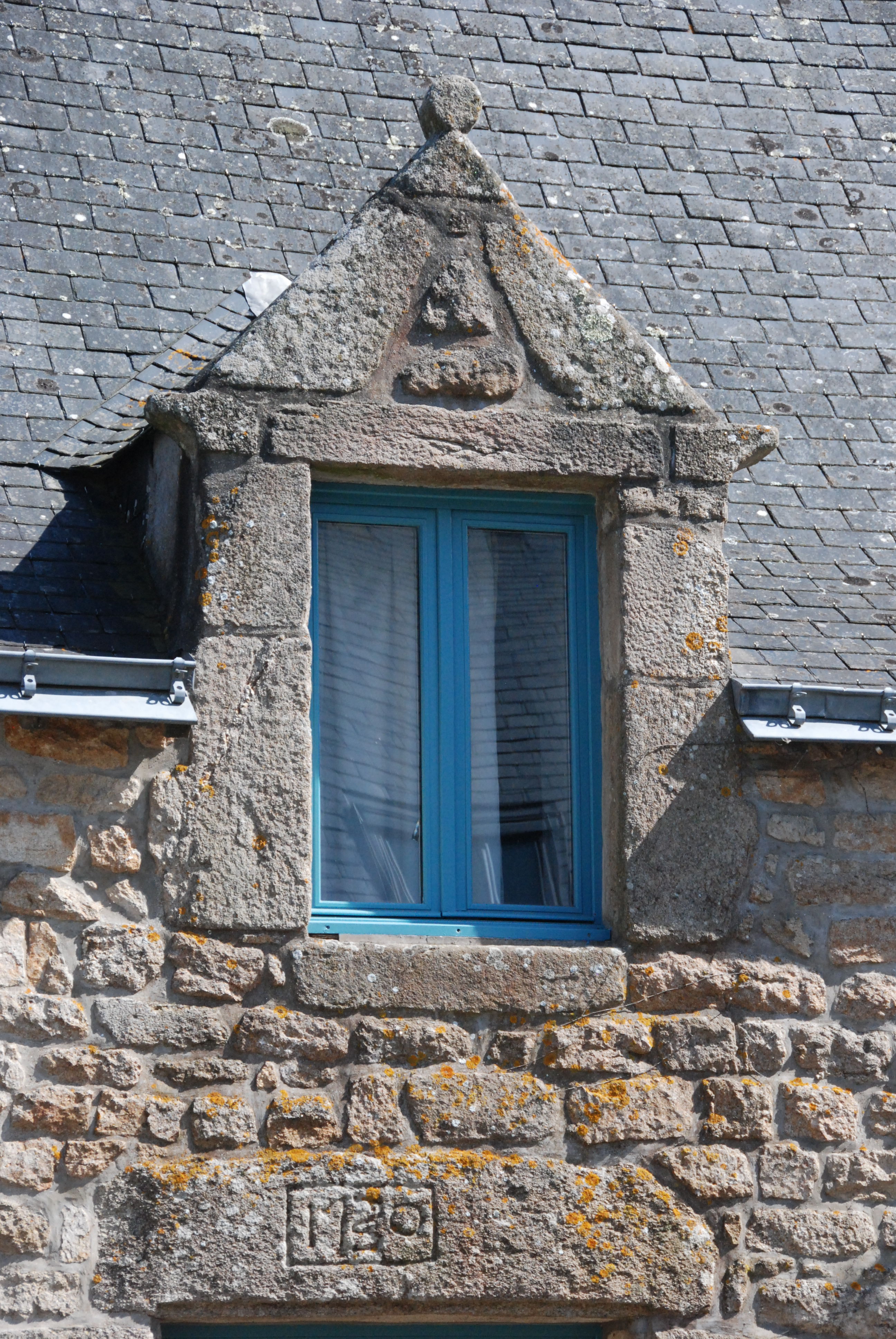
Lucarne triangulaire
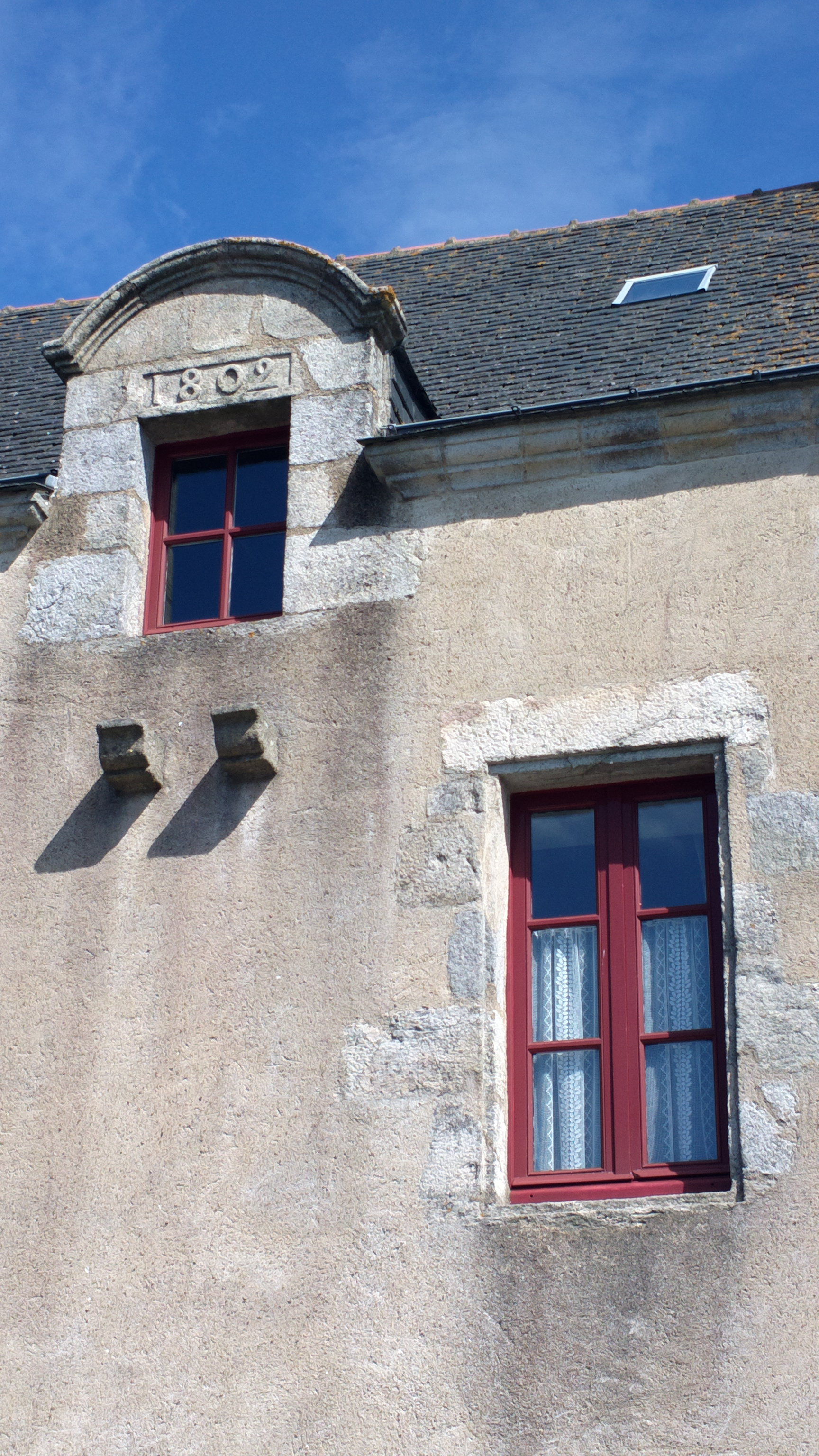
Lucarne curviligne

Aujourd'hui encore, on y produit du sel selon les méthodes traditionnelles caractéristiques des marais salants de Guérande.

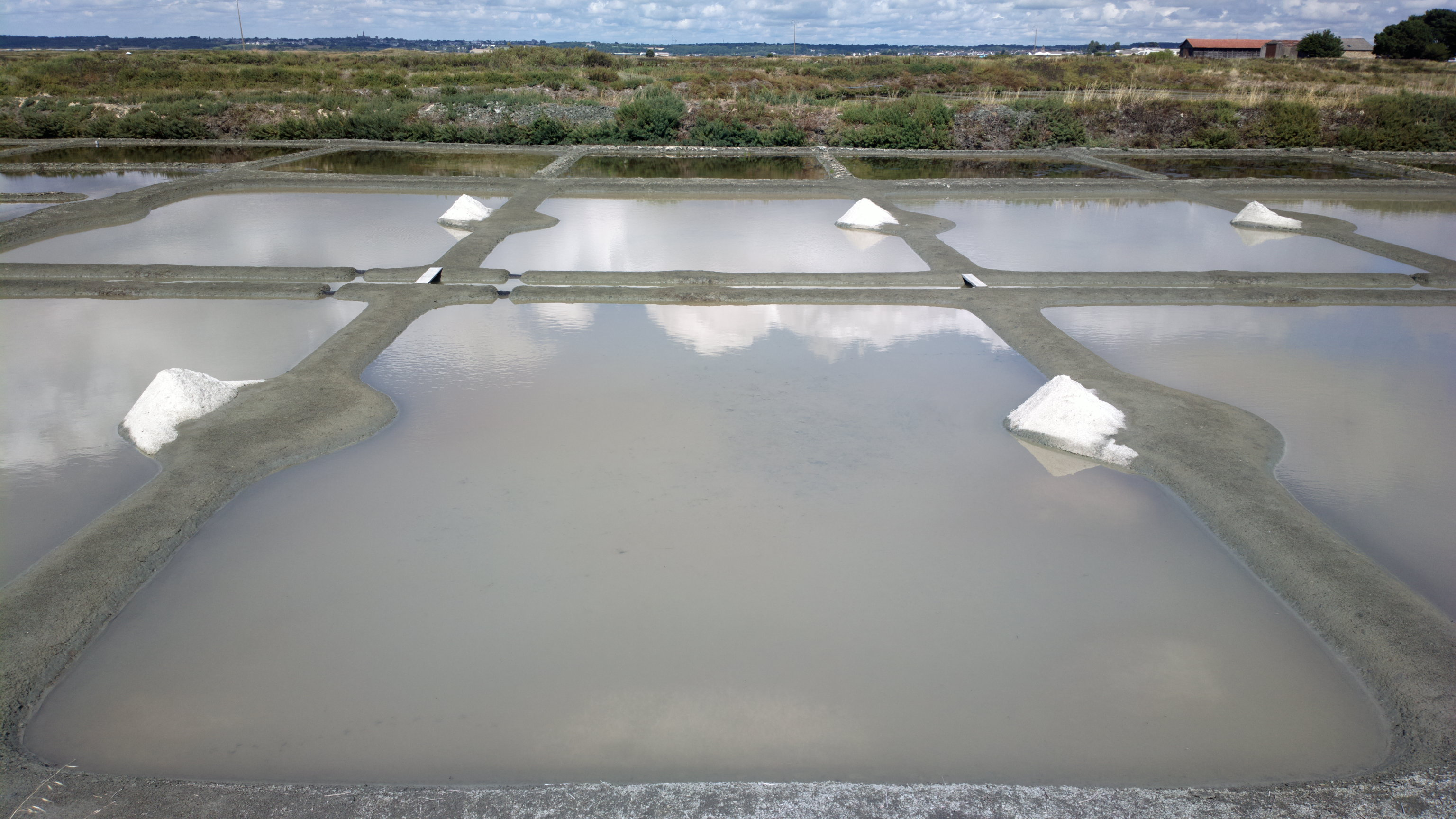
Salines
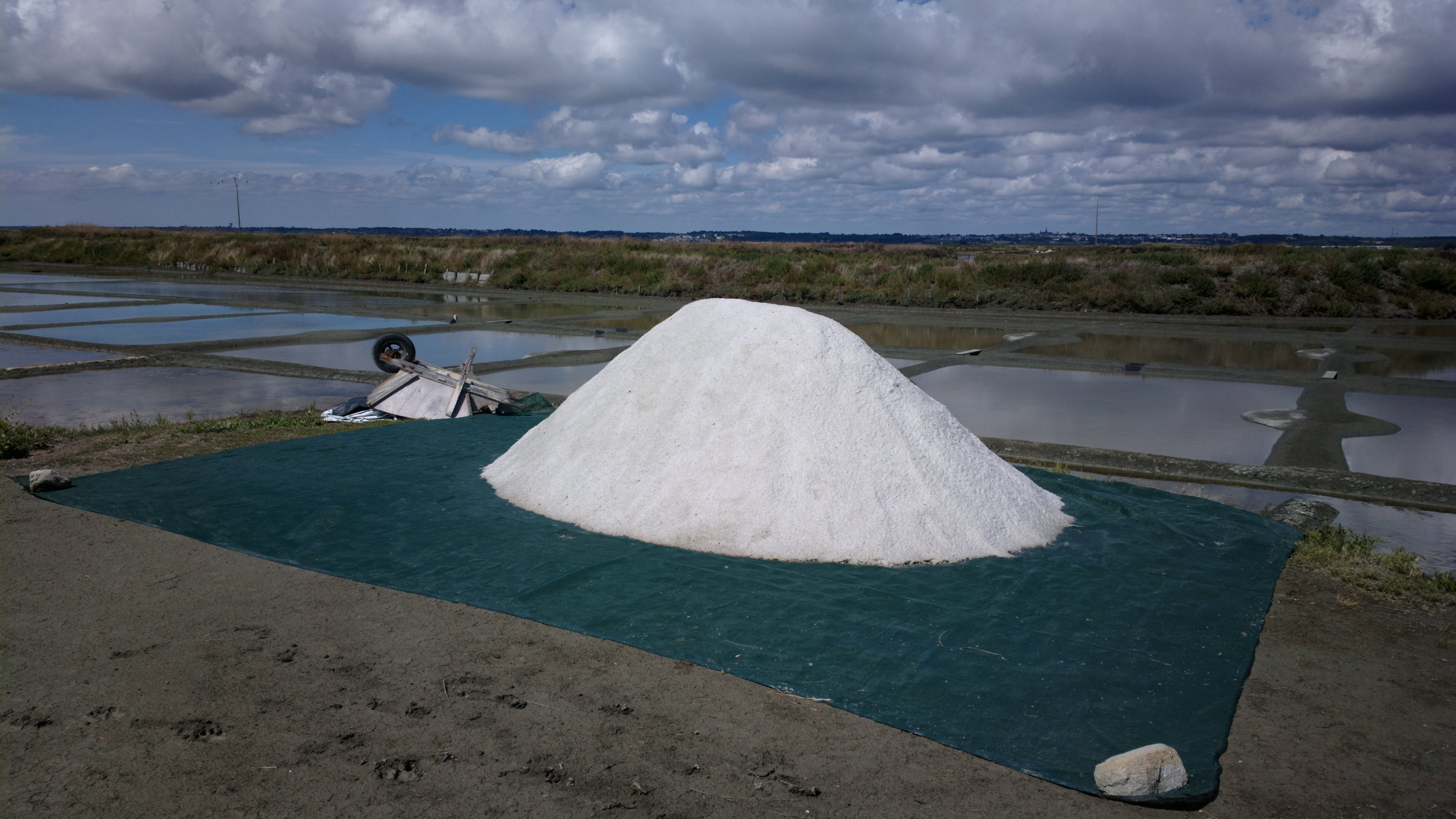
Mulon de sel
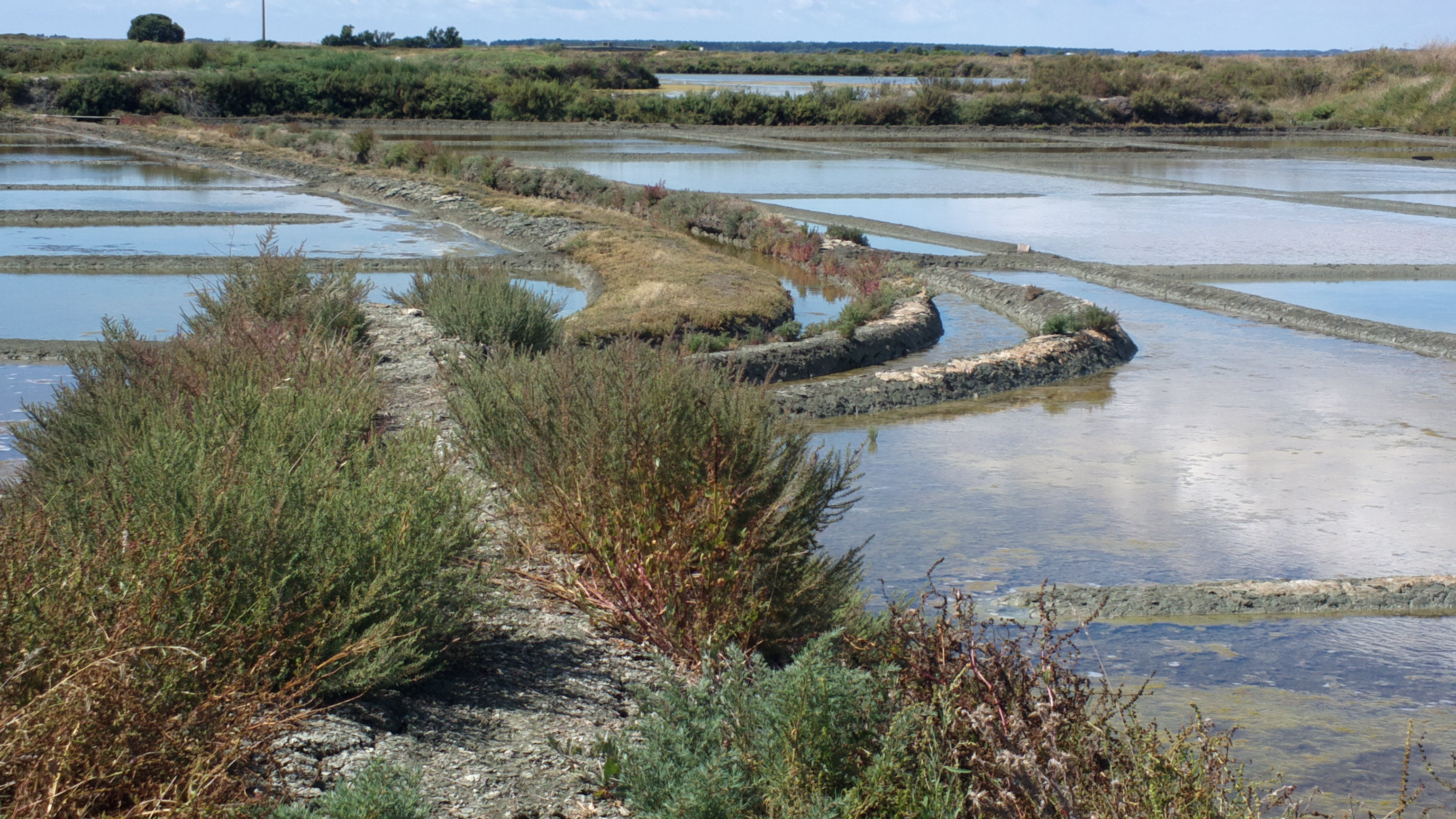
Étier

Le peintre Michel-Auguste Colle, séduit par les paysages des environs où il trouva de nombreuses sources d'inspiration, y résida pendant les dernières années de sa vie.

## Monuments
- chapelle Saint-Marc, riche en mobilier, tableaux, statues et objets référencées à l'inventaire général du patrimoine culturel.

- calvaire, situé au nord-ouest du village.

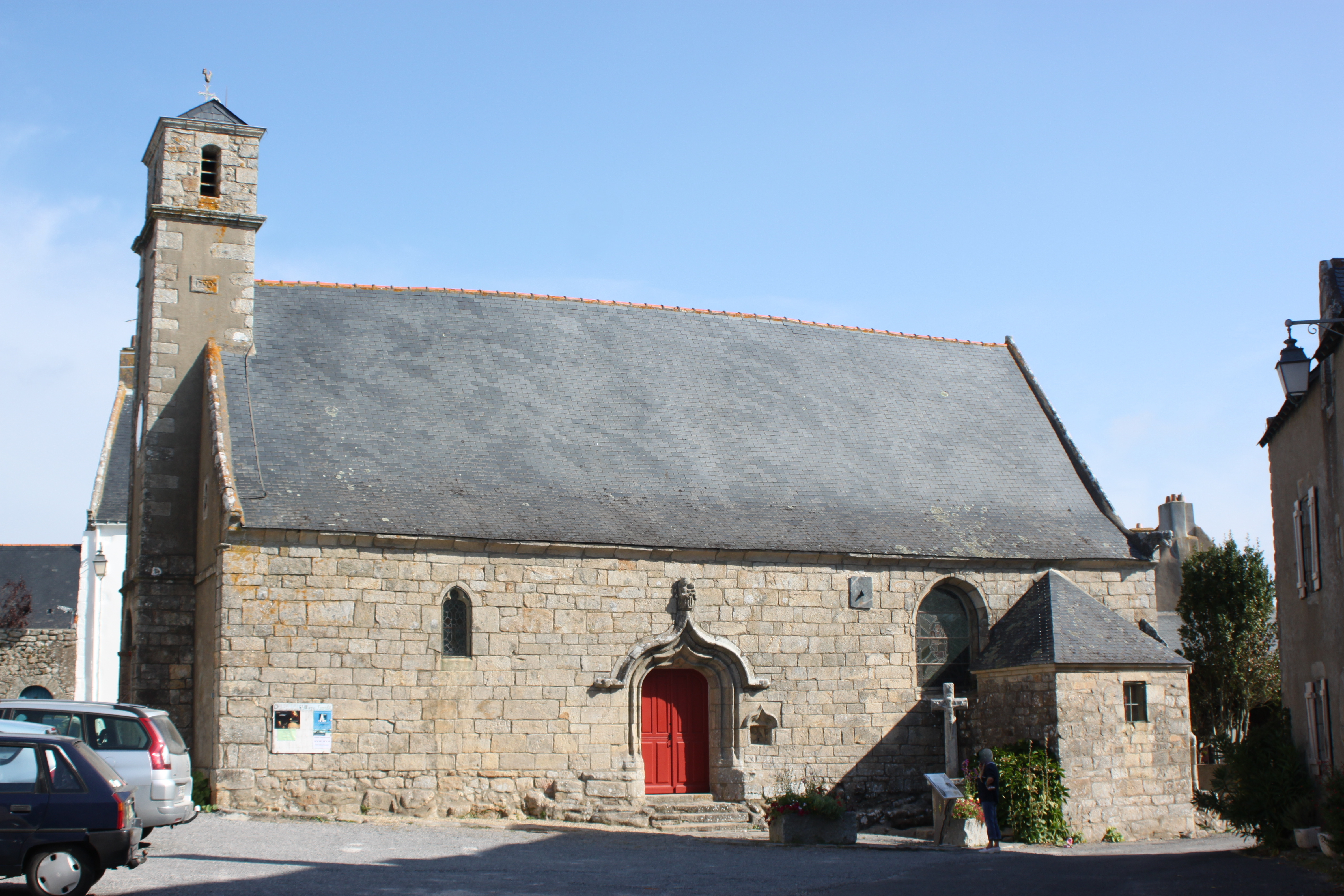
Chapelle Saint-Marc
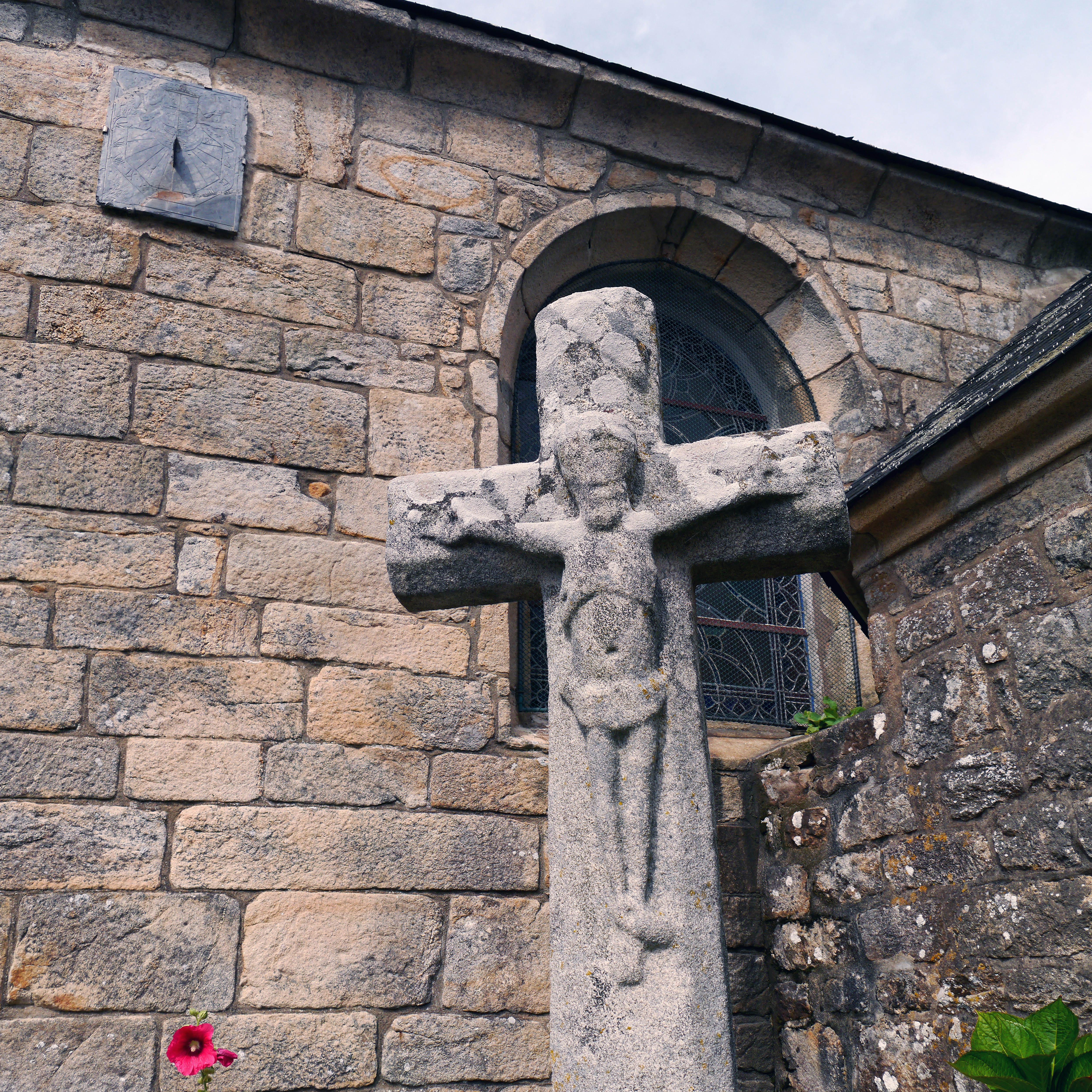
Christ en croix sculpté